# Ludwig Siegfried Meinardus
Ludwig Siegfried Meinardus (født 17. september 1827, død 10. juli 1896) var en tysk komponist og musikforfatter.
Meinardus studerede ved Leipzigs konservatorium, derefter hos Franz Liszt og hos A.B. Marx. 1866 blev han lærer ved Dresdens konservatorium; 1874—85 levede han i Hamburg, hvor han blandt andet var musikkritiker ved "Hamburger-Korrespondent". Han døde som organist i Bielefeld.
Meinardus har skrevet flere oratorier (som Simon Petrus, Luther in Worms, Gideon), korballader, en række kammermusikværker og et par symfonier; det var dog kun som oratoriekomponist, at Meinardus havde et vist ry.
Som musikforfatter — af konservativ retning — gjorde han sig navnlig bekendt ved Rückblick auf der Anfänge der deutschen Oper, Mattheson und seine Verdienste um die deutsche Tonkunst, Mozart, ein Künstlerleben, Die deutsche Tonkunst im 18.—19. Jahrhundert.